# Windows-1254
| 0874  | Thai                          |
| 0932  | Japanisch                     |
| 0936  | Vereinfachtes Chinesisch      |
| 0949  | Koreanisch                    |
| 0950  | Traditionelles Chinesisch     |
| 1200  | Unicode UTF-16, little endian |
| 1201  | Unicode UTF-16, big endian    |
| 1250  | Mitteleuropäisch              |
| 1251  | Kyrillisch                    |
| 1252  | Westeuropäisch                |
| 1253  | Griechisch                    |
| 1254  | Türkisch                      |
| 1255  | Hebräisch                     |
| 1256  | Arabisch                      |
| 1257  | Baltisch                      |
| 1258  | Vietnamesisch                 |
| 12000 | Unicode UTF-32, little endian |
| 12001 | Unicode UTF-32, big endian    |
| 65000 | Unicode UTF-7                 |
| 65001 | Unicode UTF-8                 |

Windows-1254 ist eine 8-Bit-Zeichenkodierung des Windows-Betriebssystems, die die meisten westeuropäischen Sprachen und Türkisch unterstützt. Sie baut auf ISO 8859-9 (Latin-5) auf.
Aktuelle Windows-Versionen unterstützen Unicode, neue Windows-Anwendungen sollten Unicode verwenden und keine 8-Bit-Zeichenkodierungen wie Windows-1254.
| Code | …0   | …1  | …2  | …3  | …4  | …5  | …6  | …7  | …8  | …9 | …A  | …B  | …C | …D  | …E | …F  |
| ---- | ---- | --- | --- | --- | --- | --- | --- | --- | --- | -- | --- | --- | -- | --- | -- | --- |
| 0…   | NUL  | SOH | STX | ETX | EOT | ENQ | ACK | BEL | BS  | HT | LF  | VT  | FF | CR  | SO | SI  |
| 1…   | DLE  | DC1 | DC2 | DC3 | DC4 | NAK | SYN | ETB | CAN | EM | SUB | ESC | FS | GS  | RS | US  |
| 2…   | SP   | !   | "   | #   | $   | %   | &   | '   | (   | )  | *   | +   | ,  | -   | .  | /   |
| 3…   | 0    | 1   | 2   | 3   | 4   | 5   | 6   | 7   | 8   | 9  | :   | ;   | <  | =   | >  | ?   |
| 4…   | @    | A   | B   | C   | D   | E   | F   | G   | H   | I  | J   | K   | L  | M   | N  | O   |
| 5…   | P    | Q   | R   | S   | T   | U   | V   | W   | X   | Y  | Z   | [   | \  | ]   | ^  | _   |
| 6…   | `    | a   | b   | c   | d   | e   | f   | g   | h   | i  | j   | k   | l  | m   | n  | o   |
| 7…   | p    | q   | r   | s   | t   | u   | v   | w   | x   | y  | z   | {   | \| | }   | ~  | DEL |
| 8…   | €    |     | ‚   | ƒ   | „   | …   | †   | ‡   | ˆ   | ‰  | Š   | ‹   | Œ  |     |    |     |
| 9…   |      | ‘   | ’   | “   | ”   | •   | –   | —   | ˜   | ™  | š   | ›   | œ  |     |    | Ÿ   |
| A…   | NBSP | ¡   | ¢   | £   | ¤   | ¥   | ¦   | §   | ¨   | ©  | ª   | «   | ¬  | SHY | ®  | ¯   |
| B…   | °    | ±   | ²   | ³   | ´   | µ   | ¶   | ·   | ¸   | ¹  | º   | »   | ¼  | ½   | ¾  | ¿   |
| C…   | À    | Á   | Â   | Ã   | Ä   | Å   | Æ   | Ç   | È   | É  | Ê   | Ë   | Ì  | Í   | Î  | Ï   |
| D…   | Ğ    | Ñ   | Ò   | Ó   | Ô   | Õ   | Ö   | ×   | Ø   | Ù  | Ú   | Û   | Ü  | İ   | Ş  | ß   |
| E…   | à    | á   | â   | ã   | ä   | å   | æ   | ç   | è   | é  | ê   | ë   | ì  | í   | î  | ï   |
| F…   | ğ    | ñ   | ò   | ó   | ô   | õ   | ö   | ÷   | ø   | ù  | ú   | û   | ü  | ı   | ş  | ÿ   |

Windows-1254 ist ebenfalls bei der IANA registriert und akzeptiert u. a. CP1254 als Synonym.
| Position | 0x8E | 0x9E | 0xD0 | 0xDD | 0xDE | 0xF0 | 0xFD | 0xFE |
| -------- | ---- | ---- | ---- | ---- | ---- | ---- | ---- | ---- |
| 1254     |      |      | Ğ    | İ    | Ş    | ğ    | ı    | ş    |
| 1252     | Ž    | ž    | Ð    | Ý    | Þ    | ð    | ý    | þ    |

Dies entspricht dem Unterschied zwischen ISO 8859-9 und ISO 8859-1, nur dass dort jeweils der Bereich 0x80–9F, also samt Ž und ž, unbelegt ist. Die verlorengegangenen Zeichen sind u. a. für Isländisch nötig.